# Klosterneuburg

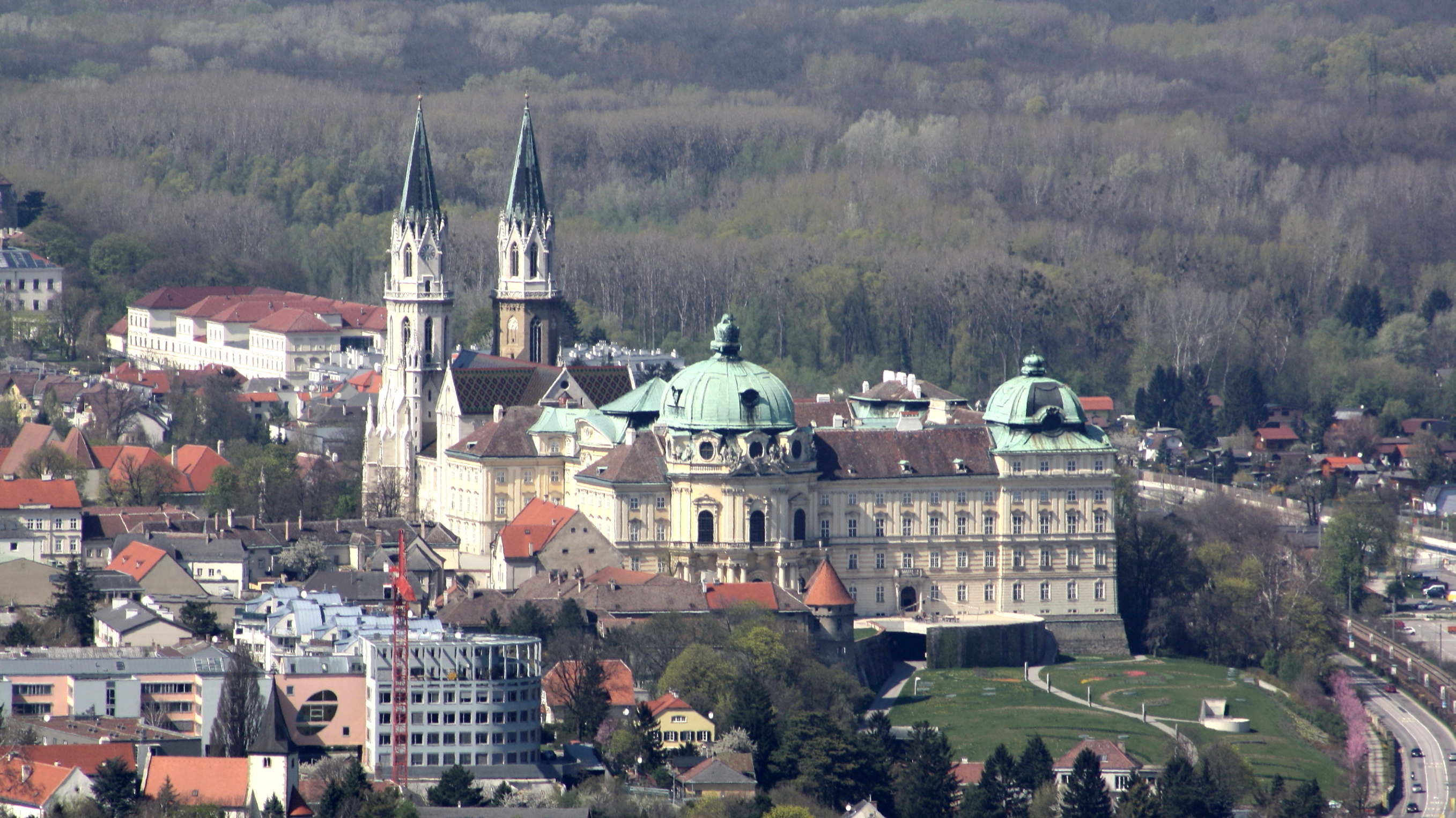
Klášter Klosterneuburg

Klosterneuburg je rakouské město ve spolkové zemi Dolní Rakousy v okrese Tulln. Leží na Dunaji, v nadmořské výšce 192 m, 13 km severoseverozápadně od Vídně. Žije zde přibližně 27 tisíc obyvatel, je třetím nejlidnatějším městem Dolních Rakous. Ve městě je známý stejnojmenný klášter, založený roku 1114, s románským kostelem a velkolepými barokními budovami. Své hlavní sídlo zde do roku 2015 měl řetězec hobbymarketů bauMax.

## Historie
Místo bylo osídleno už v mladší době kamenné, v 1.–5. století n. l. zde byl římský tábor pro pomocné oddíly, jeho jméno však není známo. Roku 1113 se zde usadil markrabě Leopold III. Babenberský, začal si zde budovat sídlo a o rok později založil klášter, který od roku 1133 obývají augustiniáni.
Dolní město, které se nedalo bránit, sužovaly vojenské vpády, v 16. a 17. století hlavně Turci. Císař Karel VI. chtěl klášter rozšířit o císařský palác po vzoru španělského Escorialu, z velkolepého projektu však byl v letech 1730–1740 postaven jen jeden z plánovaných čtyř dvorů a jedna kupole. Za napoleonských válek byl klášter obsazen Francouzi, v roce 1860 byla v klášteře založena první vinařská škola (dnes státní). Roku 1924 zde zemřel v sanatoriu Kierling básník Franz Kafka. Za nacistické vlády v letech 1941–1945 museli řeholníci klášter opustit, majetek kláštera byl vyvlastněn a jeden z řeholníků popraven za účast v odboji.

## Politika

### Starostové
- 1912–1913 Friedrich Vogel
- 1919–1922 Wilhelm Knottek (SDAP)
- 1922–1929 Josef Schömer (CSP)
- 1936–1938 Vinzenz Goller
- od roku 1945 Leopold Weinmayer (ÖVP)
- do roku 1985 Karl Resperger
- 1985–2009 Gottfried Schuh (ÖVP)
- 2009–2024 Stefan Schmuckenschlager (ÖVP)
- od roku 2024 Christoph Kaufmann (ÖVP)

## Doprava
Klosterneuburg leží na dálnici B14 a na železniční trati z Vídně do Sankt Pöltenu, po níž je vedena i předměstská trať S40. Vlaky zde jezdí v půlhodinovém intervalu.

## Pamětihodnosti
- Klášter Klosterneuburg, založený roku 1114, s gotickou křížovou chodbou a velmi cenným vybavením. Nejcennější je tzv. Verdunský oltář z roku 1181, křídlový nástavec s 51 reliéfními emailovanými tabulkami z pozlaceného plechu.
- Klášterní kostel Panny Marie, vysvěcený roku 1136, je románská trojlodní bazilika se dvěma věžemi, barokně upravená a v 19. století restaurovaná v novorománském slohu. Také špičky věží pocházejí z této doby. Varhany z roku 1642 patří k nejcennějším v Rakousku.
- Monumentální císařský trakt z let 1730–1740 s mohutnou kopulí hostil mnoho slavných hostí a jeho sály jsou hojně navštěvovány turisty. Z terasy je krásná vyhlídka.
- Vinařství Klosterneuburg pěstuje révu na více než 100 ha a patří k největším producentům v Rakousku. Barokní sklepy pod klášterem jsou přístupné veřejnosti.
- Městský kostel svatého Martina, raně gotická stavba z konce 13. století na místě starších staveb, až do roku 1490 rozšiřovaná a po vypálení Turky roku 1683 barokně upravená.
- Essl Museum, významná soukromá sbírka moderního a současného umění v budově z roku 1999.

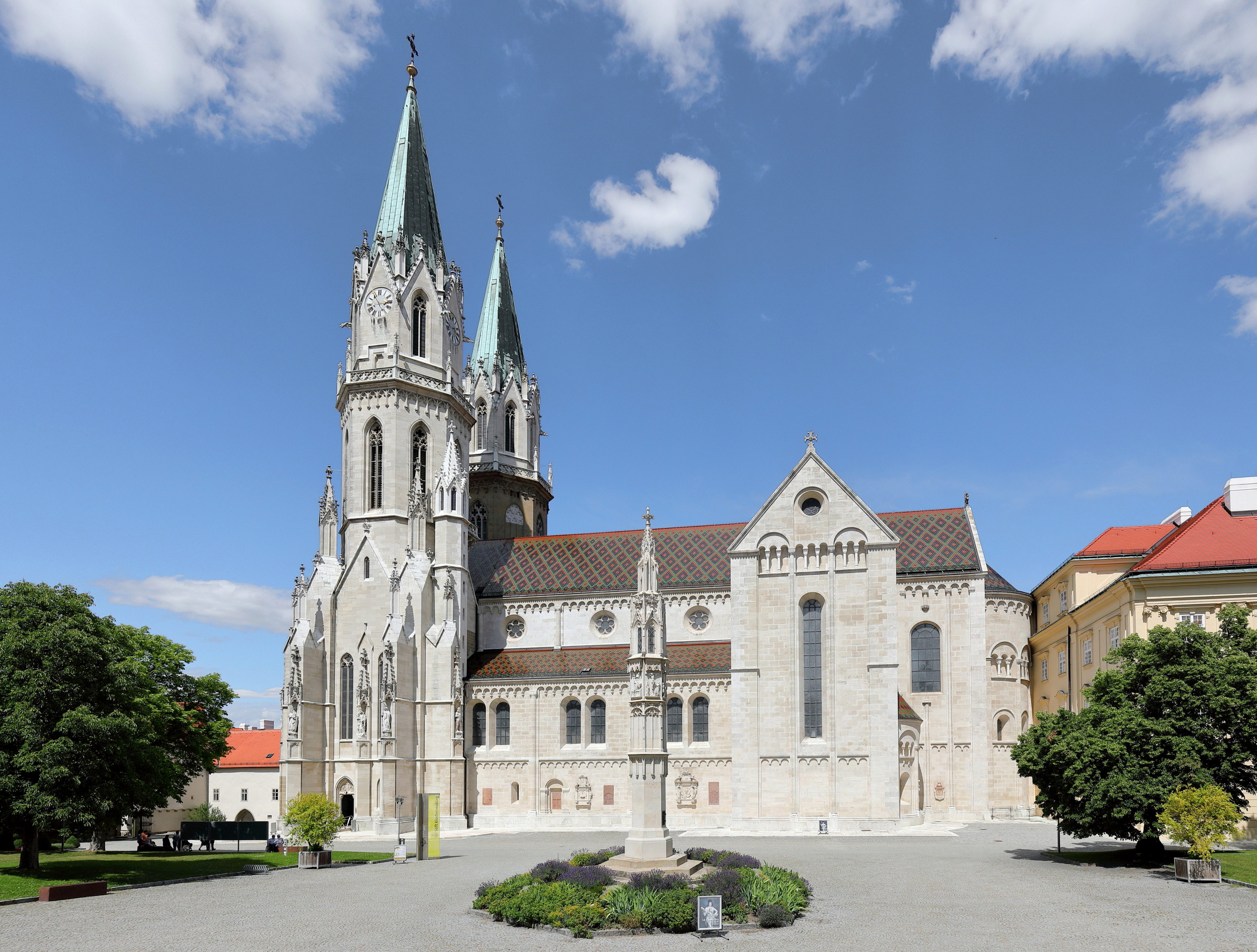
Bazilika P. Marie od JZ
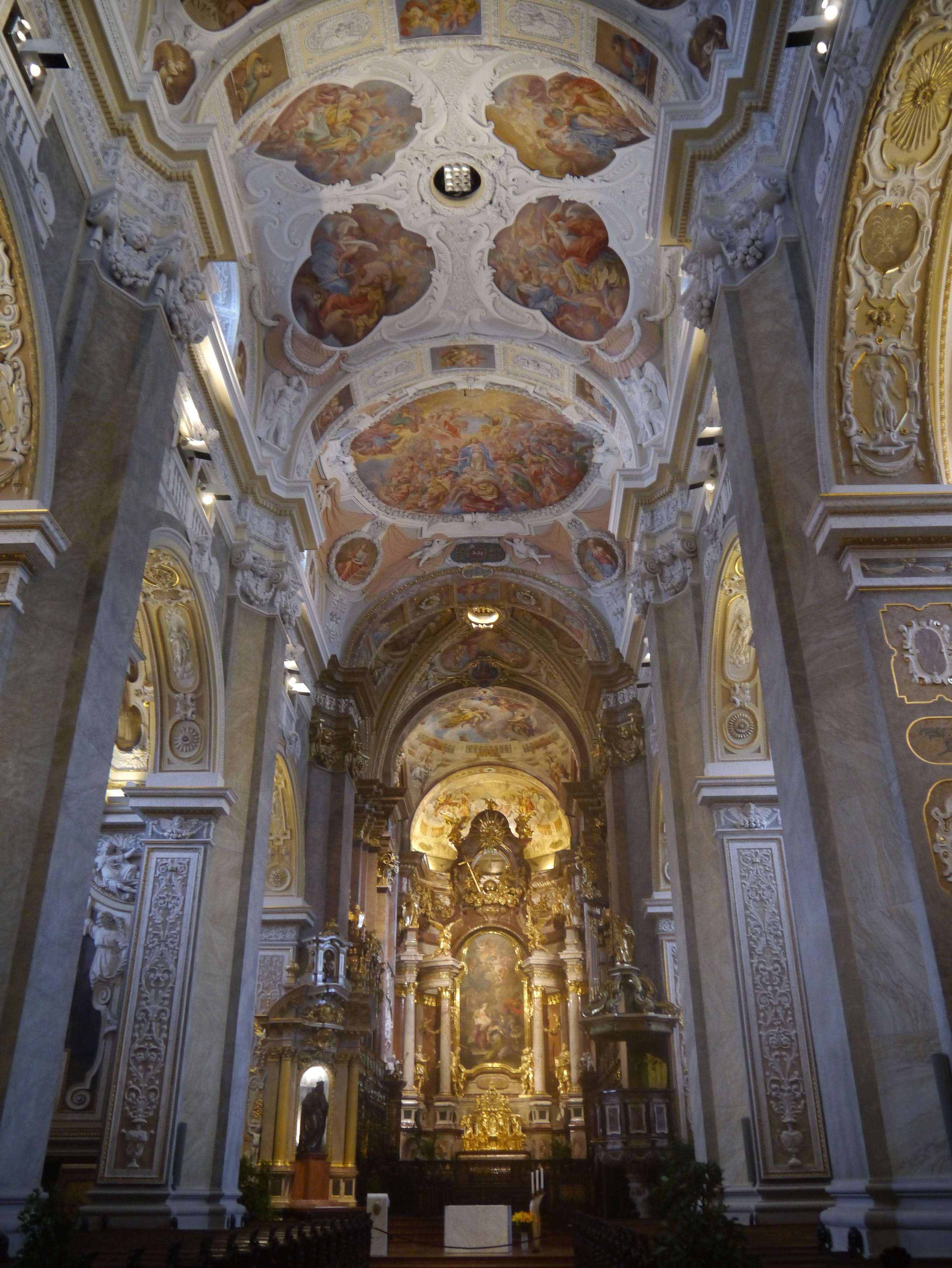
Interiér
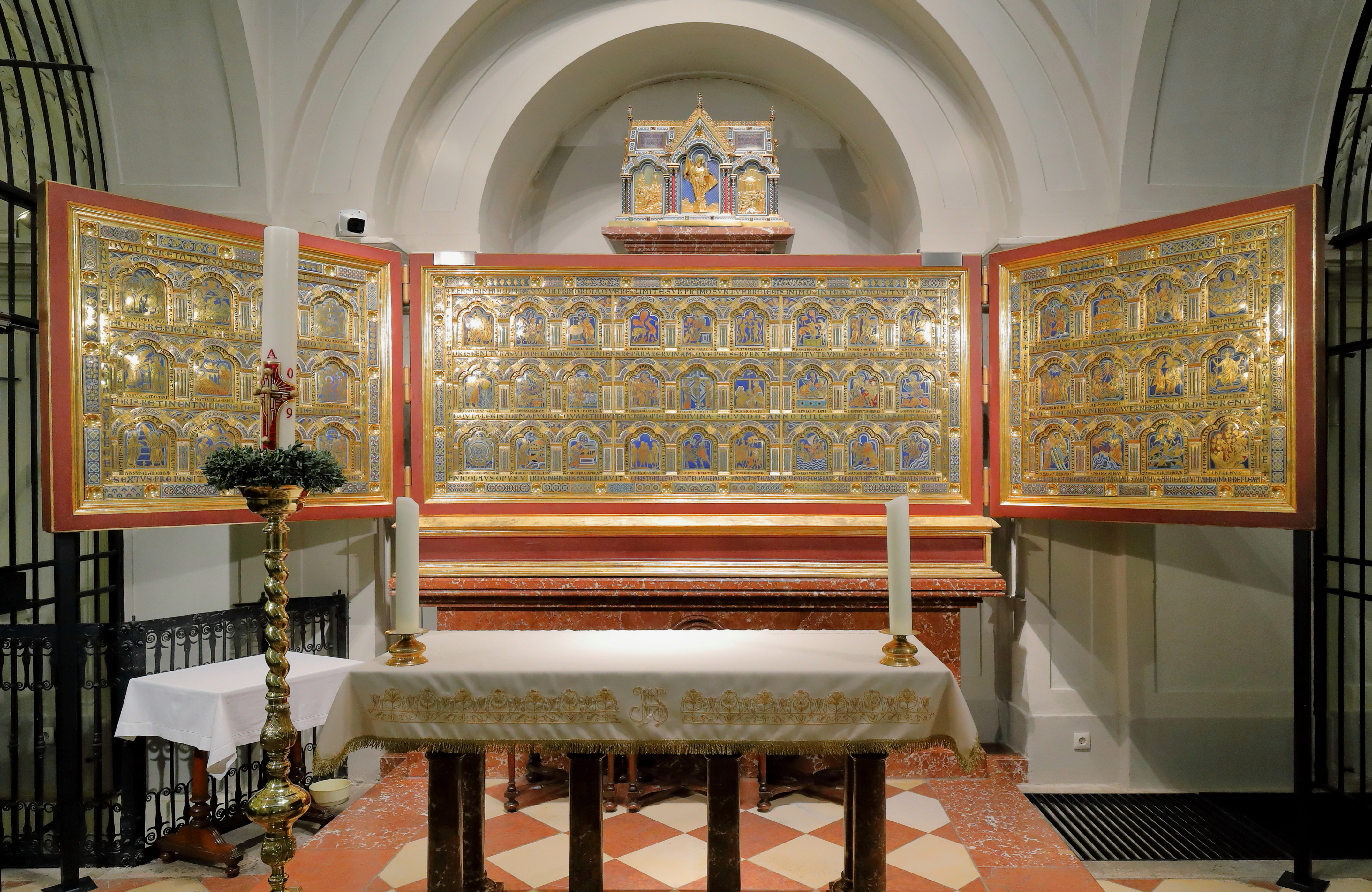
Verdunský oltář
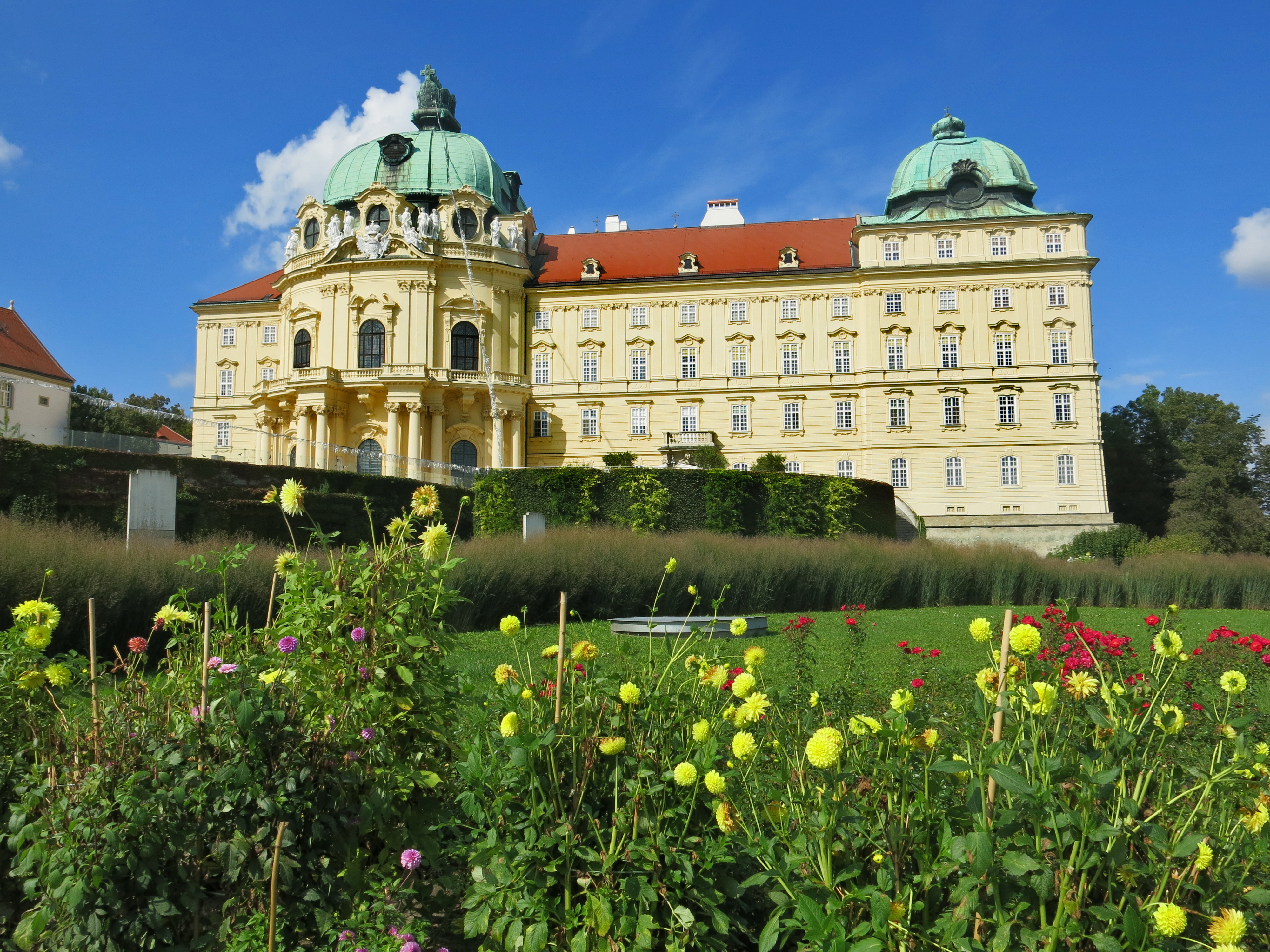
Císařský trakt od JV
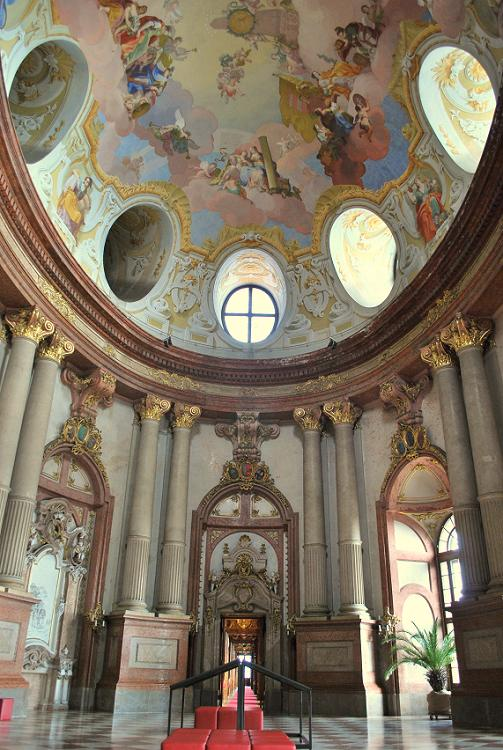
Mramorový sál

## Osobnosti
- Ota z Freisingu (kolem 1112–1158) – středověký kronikář
- Johann Georg Albrechtsberger (1736–1809), skladatel a hudební teoretik
- Nikolaus Lenau (1802–1850) – rakouský básník, pohřben ve Weidlingu
- Franz Kafka (1883–1924) – spisovatel; zemřel v sanatoriu Kierling
- Hans Ledwinka (1878–1967), automobilový konstruktér
- O. W. Fischer (1915–2004), herec
- Thomas Aigner (* 1964), rozhlasový moderátor

## Partnerská města
- Göppingen (Bádensko-Württembersko), Německo, 1971 [2]